# Chirivel
Chirivel é um município da Espanha na província de Almería, comunidade autónoma da Andaluzia, de área 197 km² com população de 1854 habitantes (2009) e densidade populacional de 9,41 hab/km².

## Demografia
| Variação demográfica do município entre 1991 e 2008 | Variação demográfica do município entre 1991 e 2008 | Variação demográfica do município entre 1991 e 2008 | Variação demográfica do município entre 1991 e 2008 | Variação demográfica do município entre 1991 e 2008 |
| --------------------------------------------------- | --------------------------------------------------- | --------------------------------------------------- | --------------------------------------------------- | --------------------------------------------------- |
| 1991                                                | 1996                                                | 2001                                                | 2004                                                | 2008                                                |
| 1995                                                | 1860                                                | 1797                                                | 1800                                                | 1839                                                |